# Ratpenat llengut mexicà
El ratpenat llengut mexicà (Glossophaga morenoi) és una espècie de ratpenat endèmica de Mèxic.

## Subespècies
- Glossophaga morenoi brevirostris
- Glossophaga morenoi mexicana
- Glossophaga morenoi morenoi